# Aphrastochthonius major
Aphrastochthonius major är en spindeldjursart som beskrevs av William B. Muchmore 1973. Aphrastochthonius major ingår i släktet Aphrastochthonius och familjen käkklokrypare. Inga underarter finns listade i Catalogue of Life.